# Premis Butaca de 2008
Els Premis Butaca de 2008, varen ser la catorzena edició dels oficialment anomenats Premis Butaca de teatre i cinema de Catalunya, uns guardons teatrals i cinematogràfics catalans, creats l'any 1995 per Glòria Cid i Toni Martín, conductors d'un programa a la ràdio de Premià de Mar, en reconeixement de les obres de teatre i pel·lícules estrenades a Catalunya. Els premis són atorgats per votació popular.
El lliurament dels premis es va celebrar al municipi de Premià de Mar.
En aquesta edició, s'atorgaren els següents premis extraordinaris:
- Butaca d'Honor

## Palmarès i nominacions

### Premi Butaca al millor muntatge teatral
| Obra                                                                        | Productora                                 | Resultat  |
| --------------------------------------------------------------------------- | ------------------------------------------ | --------- |
| Germanes                                                                    | La Villarroel                              | Guanyador |
| 2666                                                                        | Teatre Lliure i Festival Grec              | Nominat   |
| Com pot ser que t'estimi tant                                               | Teatre Nacional de Catalunya i T de Teatre | Nominat   |
| La nit just abans dels boscos                                               | Temporada Alta i Teatre Lliure             | Nominat   |
| Què va passar quan Nora va deixar el seu home o Els pilars de les societats | CAER i TNC                                 | Nominat   |

### Premi Butaca al millor musical
| Obra                           | Productora                              | Resultat  |
| ------------------------------ | --------------------------------------- | --------- |
| Boscos endins                  | Dagoll Dagom                            | Guanyador |
| El llanto                      | Cia. Octubre Teatral                    | Nominat   |
| Ojos verdes                    | Lazzigags Produccions i La Barni Teatre | Nominat   |
| Ruddigore o la nissaga maleïda | Egos Teatre                             | Nominat   |

### Premi Butaca al millor espectacle de dansa
| Obra                              | Productora                                   | Resultat  |
| --------------------------------- | -------------------------------------------- | --------- |
| El salt de Nijinski               | Trànsit Dansa                                | Guanyador |
| Mosaic mediterrani                | IT Dansa i Mercat de les Flors               | Nominat   |
| Mozart/Nu                         | Mom Producciones i Mercat de les Flors       | Nominat   |
| No pesa el corazón de los veloces | Teatre Nacional de Catalunya i Erre que erre | Nominat   |

### Premi Butaca al millor espectacle de petit format
| Obra                  | Productora                                      | Resultat  |
| --------------------- | ----------------------------------------------- | --------- |
| La forma de les coses | Teatre Lliure i La Troca                        | Guanyador |
| Après moi, le déluge  | Teatre Lliure i Centro Dramático Nacional       | Nominat   |
| El lleig              | Sala Trono i Teatre Tantarantana                | Nominat   |
| Le mani forti         | Vània/Velvet Events/Platea Social/Festival Grec | Nominat   |
| El silenci del mar    | CAET, El Canal i CAER                           | Nominat   |
| Soterrani             | Sala Beckett                                    | Nominat   |

### Premi Butaca al millor espectacle de noves disciplines
| Obra                 | Autor/a                     | Resultat  |
| -------------------- | --------------------------- | --------- |
| Ovni                 | Farrés Brothers i Cia.      | Guanyador |
| Click                | Circ d'Hivern de Nou Barris | Nominat   |
| El rei de la soledat | Playground i Festival Neo   | Nominat   |

### Premi Butaca al millor text teatral
| Obra                 | Autor/a                    | Resultat  |
| -------------------- | -------------------------- | --------- |
| Germanes             | Carol López                | Guanyador |
| Après moi, le déluge | Lluïsa Cunillé             | Nominat   |
| Singapur             | Pau Miró                   | Nominat   |
| Soterrani            | Josep Maria Benet i Jornet | Nominat   |

### Premi Butaca a la millor direcció
| Director/a      | Obra                                                                        | Resultat  |
| --------------- | --------------------------------------------------------------------------- | --------- |
| Julio Manrique  | La forma de les coses                                                       | Guanyador |
| Xavier Albertí  | Soterrani                                                                   | Nominat   |
| Miquel Górriz   | El silenci del mar                                                          | Nominat   |
| Carol López     | Germanes                                                                    | Nominada  |
| Carme Portaceli | Què va passar quan Nora va deixar el seu home o Els pilars de les societats | Nominada  |
| Àlex Rigola     | 2666                                                                        | Nominat   |

### Premi Butaca a la millor actriu
| Actriu         | Obra                                                                        | Resultat   |
| -------------- | --------------------------------------------------------------------------- | ---------- |
| Lluïsa Castell | Què va passar quan Nora va deixar el seu home o Els pilars de les societats | Guanyadora |
| Carme Conesa   | Stalin                                                                      | Nominada   |
| Pepa López     | Josep i Maria                                                               | Nominada   |
| Mercè Martínez | Le mani forti                                                               | Nominada   |
| Vicky Peña     | Homebody/Kabul                                                              | Nominada   |

### Premi Butaca al millor actor
| Actor          | Obra                  | Resultat  |
| -------------- | --------------------- | --------- |
| Pere Arquillué | El silenci del mar    | Guanyador |
| Pep Cruz       | Soterrani             | Nominat   |
| Marc Rodríguez | La forma de les coses | Nominat   |
| Albert Triola  | God Is a DJ           | Nominat   |
| Oriol Vila     | Le mani forti         | Nominat   |

### Premi Butaca a la millor actriu de musical
| Actriu           | Obra                           | Resultat   |
| ---------------- | ------------------------------ | ---------- |
| Anna Moliner     | Boscos endins                  | Guanyadora |
| Anna Alborch     | Ruddigore o la nissaga maleïda | Nominada   |
| Marta Ribera     | Cabaret                        | Nominada   |
| Annabel Totusaus | Boscos endins                  | Nominada   |

### Premi Butaca al millor actor de musical
| Actor          | Obra                           | Resultat  |
| -------------- | ------------------------------ | --------- |
| Víctor Masán   | Cabaret                        | Guanyador |
| Antoni Comas   | Brossalobrossotdebrossat       | Nominat   |
| Albert Mora    | Ruddigore o la nissaga maleïda | Nominat   |
| Marc Vilavella | Ojos verdes                    | Nominat   |

### Premi Butaca a la millor actriu de repartiment
| Actriu          | Obra                         | Resultat   |
| --------------- | ---------------------------- | ---------- |
| Maria Lanau     | Germanes                     | Guanyadora |
| Míriam Alamany  | El silenci del mar           | Nominada   |
| Àurea Márquez   | Saló Primavera               | Nominada   |
| Àngels Poch     | Yvonne, princesa de Borgonya | Nominada   |
| Francesca Piñón | Boris Godunov                | Nominada   |

### Premi Butaca al millor actor de repartiment
| Actor         | Obra                                                                        | Resultat  |
| ------------- | --------------------------------------------------------------------------- | --------- |
| Manel Barceló | Què va passar quan Nora va deixar el seu home o Els pilars de les societats | Guanyador |
| Marcel Borràs | Germanes                                                                    | Nominat   |
| Jordi Collet  | Homebody/Kabul                                                              | Nominat   |
| Manel Dueso   | Saló Primavera                                                              | Nominat   |
| Xicu Masó     | El silenci del mar                                                          | Nominat   |

### Premi Butaca a la millor escenografia
| Actor                        | Obra                                                                        | Resultat  |
| ---------------------------- | --------------------------------------------------------------------------- | --------- |
| Jon Berrondo                 | Com pot ser que t'estimi tant                                               | Guanyador |
| Max Glaenzel i Estel Cristià | 2666                                                                        | Nominat   |
| Lluc Castells                | La forma de les coses                                                       | Nominat   |
| Paco Azorín                  | Què va passar quan Nora va deixar el seu home o Els pilars de les societats | Nominat   |
| Lluc Castells                | El silenci del mar                                                          | Nominat   |

### Premi Butaca a la millor il·luminació
| Actor          | Obra                        | Resultat  |
| -------------- | --------------------------- | --------- |
| Nani Valls     | El silenci del mar          | Guanyador |
| Mingo Albir    | L'home de la flor a la boca | Nominat   |
| Maria Domènech | 2666                        | Nominada  |
| Carles Lucena  | Le mani forti               | Nominat   |
| Kiko Planas    | A la Toscana                | Nominat   |

### Premi Butaca al millor vestuari
| Actor         | Obra                           | Resultat   |
| ------------- | ------------------------------ | ---------- |
| Montse Amenós | El llibertí                    | Guanyadora |
| Míriam Compte | Yvonne, princesa de Borgonya   | Nominada   |
| Egos Teatre   | Ruddigore o la nissaga maleïda | Nominat    |
| Mercè Paloma  | Tirant lo Blanc                | Nominada   |
| Mariel Soria  | Fairy                          | Nominada   |

### Premi Butaca a la millor composició teatral
| Actor                                 | Obra                                                                        | Resultat  |
| ------------------------------------- | --------------------------------------------------------------------------- | --------- |
| Albert Guinovart                      | A la Toscana                                                                | Guanyador |
| Dani Nel·lo, Jordi Soto i Jordi Prats | Què va passar quan Nora va deixar el seu home o Els pilars de les societats | Nominat   |
| Carles Santos                         | Tirant lo Blanc                                                             | Nominat   |

### Premi Butaca al millor pel·lícula catalana
| Actor                    | Obra                | Resultat   |
| ------------------------ | ------------------- | ---------- |
| L'orfenat                | Juan Antonio Bayona | Guanyadora |
| 53 dies d'hivern         | Judith Colell       | Nominada   |
| Barcelona (un mapa)      | Ventura Pons        | Nominada   |
| El silenci abans de Bach | Pere Portabella     | Nominada   |

### Premi Butaca a la millor actriu catalana de cinema
| Actor              | Obra                | Resultat   |
| ------------------ | ------------------- | ---------- |
| Aina Clotet        | 53 dies d'hivern    | Guanyadora |
| Núria Espert       | Barcelona (un mapa) | Nominada   |
| Sílvia Munt        | Pretextos           | Nominada   |
| Mercedes Sampietro | 53 dies d'hivern    | Nominada   |

### Premi Butaca al millor actor català de cinema
| Actor           | Obra                | Resultat  |
| --------------- | ------------------- | --------- |
| Josep Maria Pou | Barcelona (un mapa) | Guanyador |
| Jordi Bosch     | Barcelona (un mapa) | Nominat   |
| Àlex Brendemühl | 53 dies d'hivern    | Nominat   |
| Pablo Derqui    | Barcelona (un mapa) | Nominat   |

### Premi Butaca al millor mitjà de difusió del teatre
- www.teatral.net

### Premi Butaca al millor mitjà de difusió del cinema
- Cinema 3 (Canal 33)

### Butaca Honorífica
- Montserrat Salvador i Ricard Salvat